# Przylądek Bryant
Przylądek Bryant – przylądek na Grenlandii nad Morzem Lincolna. Znajduje się na końcu półwyspu Nyeboe Land. Na wschód od niego rozpoczyna się Sankt George Fjord.
Według Międzynarodowej Organizacji Hydrograficznej linia pomiędzy nim a znajdującym się na Wyspie Ellesmere’a przylądkiem Sheridan wyznacza północną granicę Morza Baffina.